# آدام رویسنر
آدام رویسنر (آلمانی: Adam Reusner؛ ‏ زادهٔ ۱۴۷۱ یا ۱۴۹۶ – درگذشته ۱۵۶۳ یا ۱۵۸۲) یا آدام رایسنر (آلمانی: Adam Reissner) شاعر، نویسنده سرودهای روحانی، عارف و متخصص الهیات اهل آلمان بود.
او در سال ۱۵۱۸ برای تحصیل به دانشگاه هایدلبرگ رفت و در آنجا از شاگردان یوهان ریشلین شد و زبان و ادبیات یونانی و عبری را از او آموخت. آدام رویسنر سپس در سال ۱۵۲۳ به دانشگاه هاله-ویتنبرگ رفت و در آنجا در کنار مارتین لوتر، فیلیپ ملانشتن و یوستوس یوناس به تحصیل در رشتهٔ الهیات پرداخت.
او به عنوان یک پژوهش‌گر، آثار تاریخی و کلامی متعددی از جمله کتاب «تاریخ ضد پاپ» به رشتهٔ تحریر درآورد. وی بعدها از حدود سال ۱۵۳۰ میلادی به نگارش سرودهای مذهبی روی آورد و اشعارش بعدها توسط آهنگسازانی چون یوهان سباستیان باخ مورد استفاده قرار گرفت.